# Obreck
Obreck é uma comuna francesa na região administrativa de Grande Leste, no departamento de Mosela. Estende-se por uma área de 3,24 km². Em 2010 a comuna tinha 37 habitantes (densidade: 11,4 hab./km²).